# ルー・ロウルズ

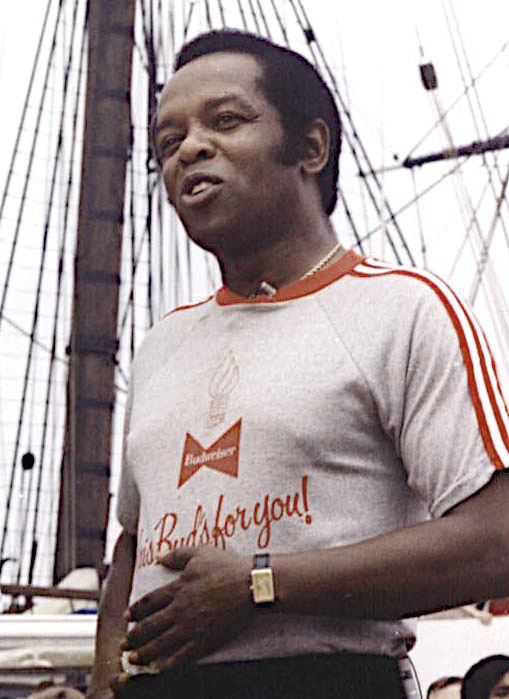
Lou Rawls, 1980

ルー・ロウルズ（Lou Rawls、Louis Allen Rawls、1933年12月1日 - 2006年1月6日）はアメリカ合衆国の歌手。

## 略歴
シカゴ出身。幼少の頃から祖母の影響でゴスペルに親しむ。高校時代の同級生にサム・クックがおり、ともにゴスペルグループの歌手として活動するようになった。1950年代末にロサンゼルスへ移り、1961年にキャピトル・レコードからデビュー。1966年に「恋はつらいね（Love Is a Hurtin' Thing）」のヒットを放ち、グラミー賞の最優秀R&Bボーカル賞を獲得した。渋い低音の歌声が最大の魅力で、1971年には「ナチュラル・マン（A Natural Man）」で再び同賞に輝き、1976年には「別れたくないのに（You'll Never Find Another Love Like Mine）」のヒットも放った。
俳優、声優としての活動実績も多く、また1980年代からは黒人のための大学進学基金での慈善活動に多大な協力を行なった。2006年に肺ガンのため死去。